# Antechinus agilis
Antechinus agilis — вид из рода сумчатых мышей семейства хищные сумчатые. Эндемик Австралии.

## Научная классификация
Ранее считался подвидом бурой сумчатой мыши. Однако после проведения генетических исследований в 1980-х годах был выделен в самостоятельный вид. Тем не менее вид оставался неописанным вплоть до 1998 года.

## Распространение
Обитает в австралийском штате Виктория, а также в юго-восточной части штата Новый Южный Уэльс. Встречается на высоте до 2000 м. Естественная среда обитания — леса и пустоши.

## Внешний вид
Средний вес взрослой особи — около 18 г. Внешне практически неотличим от бурой сумчатой мыши, хотя имеет слегка меньшие размеры, а волосяной покров имеет более серый оттенок.

## Образ жизни
Питаются жуками и другими насекомыми, а также пауками, червями и маленькими позвоночными, ящерицами. В случае нехватки еды впадают в спячку.

## Размножение
Сумка развита хорошо. В потомстве от шести до десяти детёнышей. Беременность короткая, длится около 27 дней. Молодняк отлучается от груди примерно через 90 дней. Половая зрелость у самок наступает примерно на 330 день. Период размножения очень короткий. После него самцы умирают. Максимальная продолжительность жизни в неволе — 4,7 лет.